# Ophiomyia albivenis
Ophiomyia albivenis este o specie de muște din genul Ophiomyia, familia Agromyzidae, descrisă de Spencer în anul 1959. Conform Catalogue of Life specia Ophiomyia albivenis nu are subspecii cunoscute.